# Болеслав II Благочестивый
Болеслав II Благочестивый (или Набожный) (чеш. Boleslav II. Pobožný) (ок. 932—7 февраля 999) — князь чешский с 967 (или 972) по 999 год, представитель династии Пржемысловичей. Сын князя Болеслава I Грозного .

## Ранние годы
Болеслав II был сыном Болеслава I и его жены Биаготы. Точная дата его рождения неизвестна, но известно, что он был старше своего брата Страхкваса, который, как считается, родился в день смерти Святого Вацлава. Исходя из этого, можно сделать вывод, что Болеслав родился до 935 года.
Как писал летописец Видукинд Корвейский, в 950 году, когда император Оттон I с войсками вступил в Чехию, он встретился с Болеславом I и его сыном. Неясно, был ли этим сыном Болеслав II, некоторые чешские ученые считают, что это был старший брат Болеслава II, умерший еще при жизни отца.

## Внутренняя политика

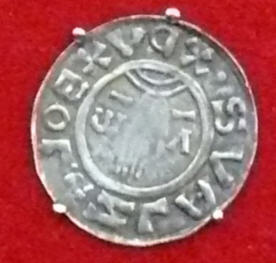
Динар Болеслава II

Болеслав II продолжил централизаторскую политику Болеслава I, ещё больше расширив на восток границы своих владений. Болеславово княжество было, по крайней мере, в два раза больше, чем нынешняя Чешская Республика. Целью расширения на восток был захват контроля над торговым путём между Нюрнбергом и Киевом, приносившим большую прибыль.
В 973 году была создана Пражская епархия. При Болеславе латинское богослужение окончательно вытеснило традиции, оставшиеся после славянских первоучителей. Пражское епископство было подчинено власти императора Священной Римской империи и майнцского архиепископа. Первым епископом Праги стал саксонский монах Детмар Пражский, в 982 году его сменил Адальберт из рода Славниковичей.
Во время правления Болеслава II в 993 году был основан бенедиктинский монастырь в Бржевнове. Незадолго до своей смерти он основал монастырь Святого Иоанна на острове у Давле.

## Внешняя политика

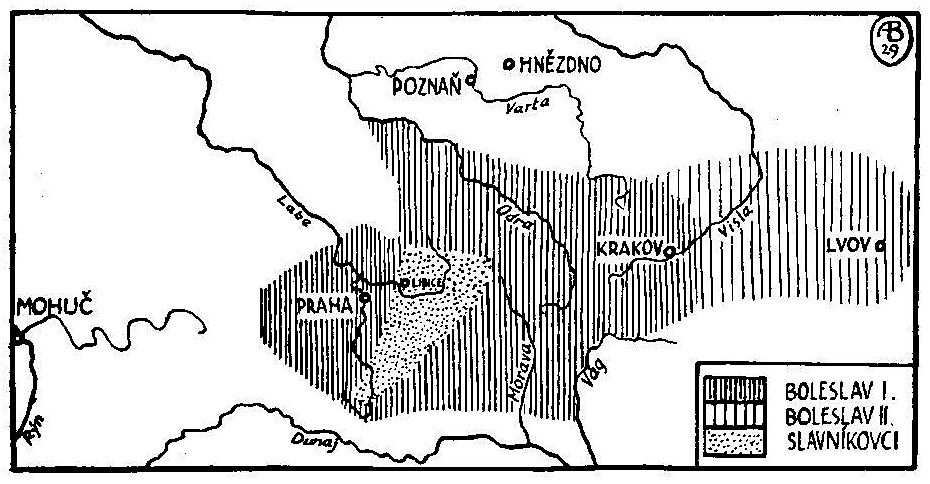
Территория чешского государства при Болеславе I и Болеславе II

Болеслав II был могущественным правителем и поддерживал хорошие отношения с польским князем Мешко I, который был женат на его сестре Дубравке. После её смерти отношения с Польшей обострились. В 990 году правители достигли мирового соглашения. После восшествия Болеслава Храброго на польский престол Болеслав II был вынужден передать ему Силезию и Краков. В 981 году Болеслав II потерял ряд земель в Приднестровье, а позже уступил некоторые территории на востоке Владимиру Святому.
- 973-974 годы  - Болеслав поддержал герцога Баварии Генриха II Сварливого в его конфликте с императором Оттоном II;
- 975-978 годы - конфликт с Оттоном II, взаимные набеги на территории двух государств. Монархи в конце концов примирились;
- 984  год - после смерти Оттона II Болеслав поддержал Генриха II в его стремлении стать императором;
- 992 год - вместе с Оттоном III провел кампанию против полабских славян.

## Пржемысловичи и Славниковичи

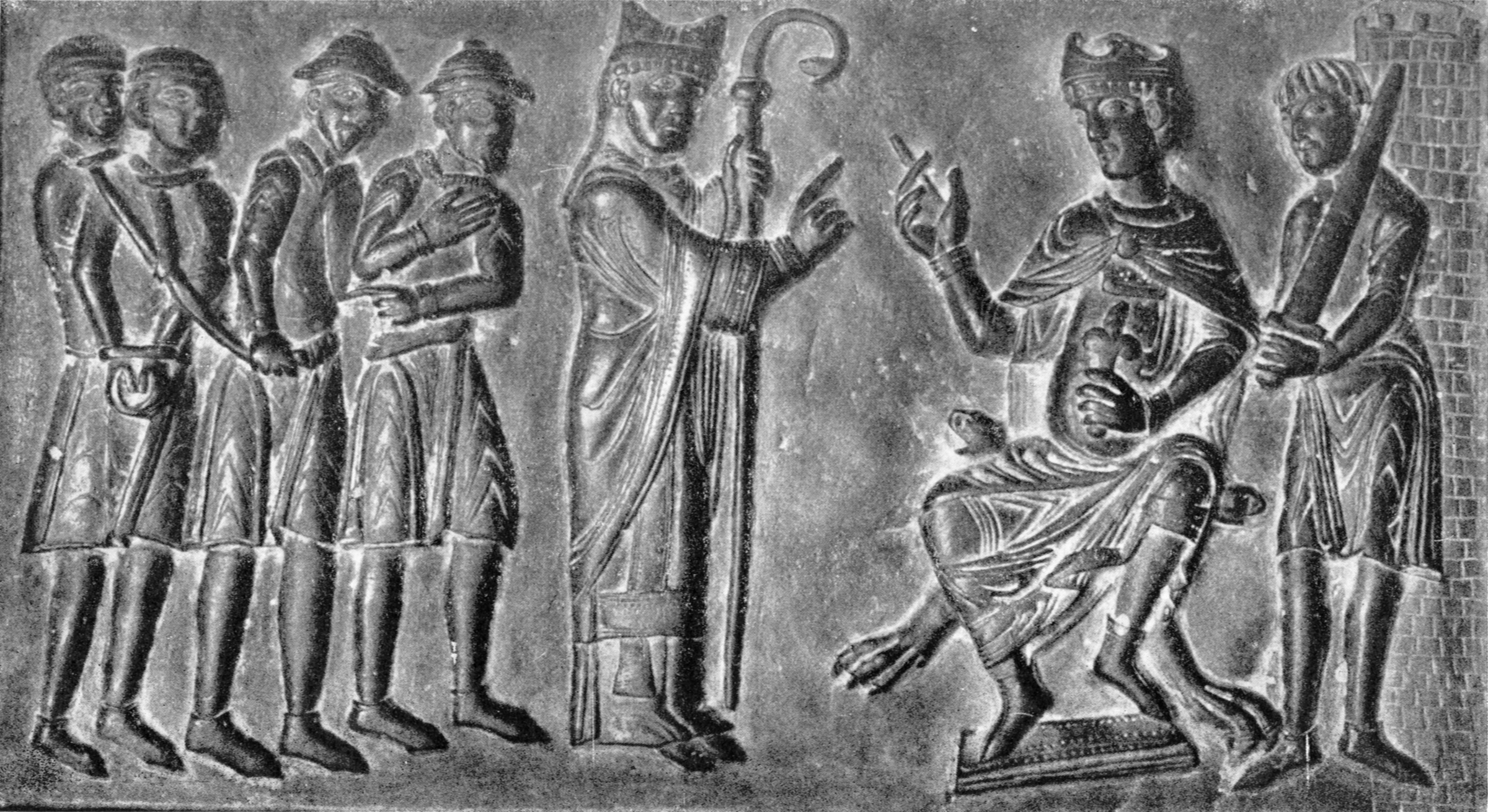
Св. Войтех просит князя Болеслава II не допустить продажи в рабство христианских пленников (деталь двери собора в Гнезно)

Конец жизни Болеслава II был омрачён борьбой, которая началась между ним и пражским епископом Войтехом (Адальбертом) из рода Славниковичей. Болеслав при содействии влиятельного клана Вршовцев
28 сентября 995 года захватил резиденцию Славниковичей Либице, и его соратники убили четырёх братьев Войтеха. Славниковичи в современной историографии рассматриваются как конкуренты Пржемысловичей в борьбе за установление верховной власти в княжестве. Захватив в 995 году все земли княжеского рода Славниковичей, Болеслав объединил Чехию под своей властью. В конфликт вмешался папа римский, и дело закончилась тем, что Войтех оставил кафедру и ушёл в Польшу. Оттуда он направился к пруссам, которые его убили.

## Семья
Точное количество браков Болеслава неизвестно. Нумизмат Павел Радомерский в 1953 году выдвинул гипотезу, что, когда император Оттон I принимал в 929 или 930 году свою будущую жену Эдит Английскую, на приеме присутствовал князь Вацлава. Он якобы привез младшую сестру Эдит Эльгифу в Чехию в качестве невесты для своего племянника Болеслава II.
Радомерский при создании своей теории опирался на динар англосаксонского типа с надписью ADIVA по периметру. Позже нумизматические исследования показали, что найденные динары на самом деле не англосаксонского типа (женская голова на них — на самом деле голова Христа, а изображения на них являются производными от позднего византийского искусства), и надпись в действительности — искаженное имя самого Болеслава II.
Считается, что старший сын князя Болеслав III и, вероятно, князь Вацлав, умерший в младенчестве, были рождены от его первой жены, возможно, её звали Адива, в то время как матерью двух его других сыновей, Яромира и Ольдржиха, была его следующая (тоже неизвестная) жена. Тот факт, что ею была Эмма Чешская, в последнее время оспаривается. Эмма могла быть матерью максимум князя Ольдржиха, поскольку в Прагу она прибыла не раньше 988 или 989 года. Сегодня считается, что её брак с Болеславом II был, скорее всего, бездетным.

## Смерть
Болеслав II умер в 999 году в возрасте около 65 лет. Его могила находится в базилике святого Георгия в Пражском Граде.
Вскоре после смерти Болеслава II начались распри между тремя его сыновьями, а польский князь Болеслав I Храбрый захватил не только Краков и Моравию, но на какое-то время практически всю Чехию. Кризис государственности завершился лишь с приходом к власти младшего из сыновей Болеслава Ольдржиха.